# Pseudoclodia
Pseudoclodia is een kevergeslacht uit de familie van de boktorren (Cerambycidae). De wetenschappelijke naam van het geslacht werd voor het eerst geldig gepubliceerd in 1957 door Breuning.

## Soorten
Pseudoclodia omvat de volgende soorten:
- Pseudoclodia bimaculata (Aurivillius, 1927)
- Pseudoclodia guttata (Aurivillius, 1927)
- Pseudoclodia lateralis (Aurivillius, 1927)
- Pseudoclodia mediomaculata Breuning & Villiers, 1983